# 怡园街道
怡园街道，是中华人民共和国山東省威海市环翠区下辖的一个乡镇级行政单位。

## 行政区划
怡园街道下辖以下地区：
青州街社区、怡海园社区、滨州街社区、东涝台社区、卧龙山社区、奥林社区、恒泰街社区、桃园社区、寨北社区、毕家疃社区、西涝台社区、神道口社区、西北山社区、中盛园社区、后峰西社区、陈家后沟社区、戚家钦村社区、西钦村社区、槐云社区、哈工大（威海）分校社区和山大威海分校社区。